# 華許灣

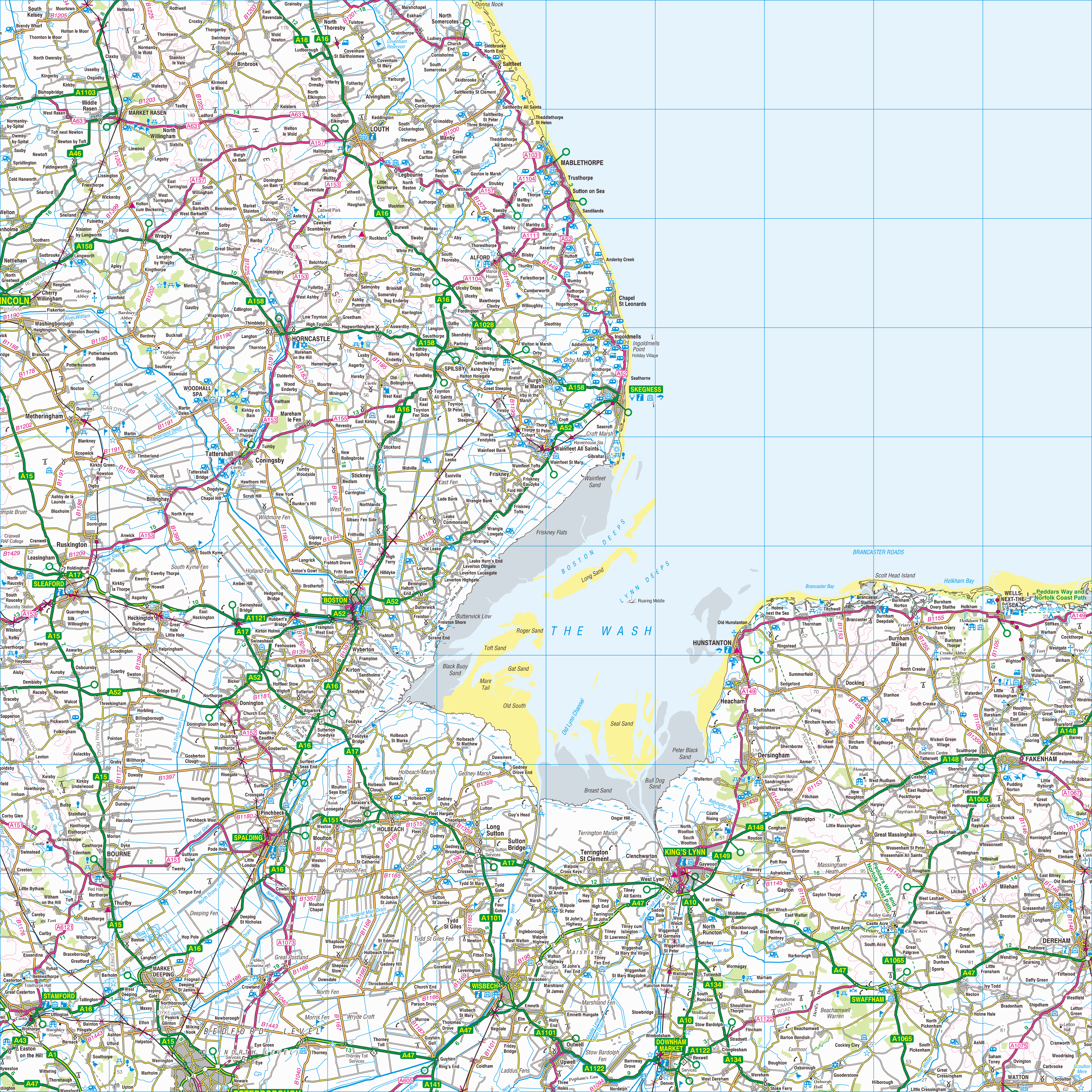
華許灣與周邊地圖

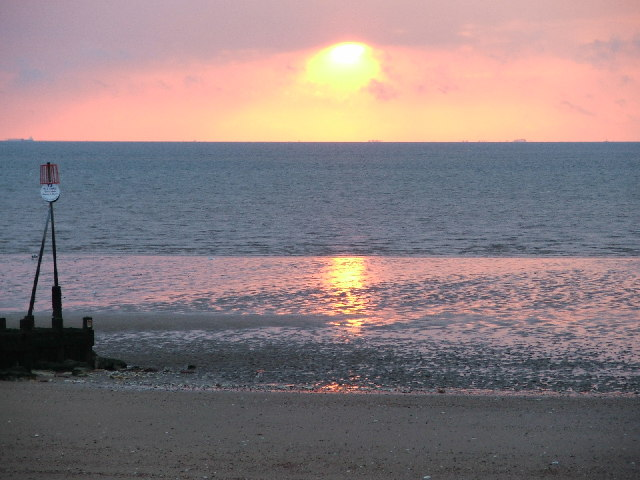
夕陽景觀

華許灣（英語：The Wash）是英國英格蘭東海岸東盎格利亞西北角的一個矩形海灣和河口，位於諾福克郡與林肯郡交界，與北海接壤。它是英國最寬闊的河口之一，由威瑟姆河、韋蘭河、奈恩河和大烏茲河注入。其名稱可能源自古英語wāse，意思是泥、粘液或軟泥。華許灣已被列為國家自然保護區及具特殊科學價值地點。
連接華許灣與塞文河口所形成的塞文-華許線（Severn-Wash Line），有時被視為非官方的英格蘭南北分界線。

## 自然生態
由於華許灣部分封閉的性質，加上充足的潮汐流量，使貝類等生物得以繁殖，尤其是蝦、蛤蜊和貽貝。一些水鳥，例如蠣鷸，以貝類為食。該地也是普通燕鷗的繁殖區和澤鵟的覓食區。平均每年約有40萬隻候鳥，如鵝、鴨、涉禽等遷徙鳥類成群結隊來此越冬。

## 外部連結
- The Lancewad Plan Project 的存檔，存档日期2013-05-08.
- The Wash National Nature Reserve - GOV.UK （页面存档备份，存于）

52°55′N 00°15′E / 52.917°N 0.250°E